# Brengues
Brengues település Franciaországban, Lot megyében. Lakosainak száma 197 fő (2022. január 1.). Brengues Béduer, Espagnac-Sainte-Eulalie, Espédaillac, Gréalou, Grèzes, Saint-Chels és Saint-Sulpice községekkel határos.

## Népesség
A település népességének változása:
| Lakosok száma | 169  | 150  | 159  | 212  | 192  | 204  | 211  | 221  | 211  | 197  |
|               | 1968 | 1982 | 1990 | 2006 | 2013 | 2015 | 2017 | 2019 | 2020 | 2022 |